# Friedrich Ecklin
Friedrich Ecklin (* 19. August 1830 in Rothenfluh; † 24. April 1904 in Neuenburg) war ein Schweizer evangelischer Geistlicher.

## Leben

### Familie
Friedrich Ecklin war der Sohn des Pfarrers Jacob Friedrich Ecklin (1786–1861) und dessen Ehefrau Pauline (geb. Waser) (1799–1875), von seinen Geschwistern ist namentlich bekannt:
- Théophile Wilhelm Ecklin (* 10. Juni 1833; † 16. Mai 1918)[2], Pfarrer in Val-de-Travers.

Er war mit Marie Elise, Tochter des Pfarrers Jean-Rodolphe Schinz, verheiratet.

### Werdegang
Nach dem Besuch der Schule in Basel immatrikulierte Friedrich Ecklin sich zu einem Theologiestudium an der Universität Basel, dass er an der Universität Bonn fortsetzte. Nach dem Studium war er noch einige Zeit als Privatlehrer in Genf, Areuse und Boudry tätig; 1852 erfolgte seine Ordination in Basel und 1855 wurde er in die Neuenburger Geistlichkeit aufgenommen.
Gemeinsam mit seinem Bruder Théophile Wilhelm Ecklin betreute er auch die deutschsprachigen Schweizer Einwohner des Kantons Neuenburg; von 1857 an von Cernier aus.
1861 wurde er Vikar seines Schwiegervaters, der als Pfarrer der deutschsprachigen Gemeinde der Stadt Neuenburg tätig war und wirkte von 1876 bis 1897 als dessen Nachfolger.

### Geistliches und berufliches Wirken
Obwohl Friedrich Ecklin mit der unabhängigen Kirche Église réformée évangélique du canton de Neuchâtel sympathisierte, blieb er Pfarrer der Landeskirche.
Er verfasste mehrere kleinere Schriften, die sich mit Fragen der Doktrin und der Ekklesiologie, so unter anderem mit der Erlösung, Sühne und Busse, Katechese, Soteriologie und Christologie, beschäftigten.

## Mitgliedschaften
- Friedrich Ecklin war Mitglied des Neuenburger Hilfskomitees für verstreut lebende Protestanten.